# مارکوس مامفرد
مارکوس الیور جانستون مامفرد (به انگلیسی: Marcus Oliver Johnstone Mumford) (زاده روز ۳۱ ژانویه ۱۹۸۷ در کالیفرنیا،ایالات متحده آمریکا) آهنگساز، خواننده، تهیه‌کننده و ترانه‌سرای انگلیسی است.
او خوانندهٔ اصلی گروه موسیقی فولک راک انگلیسی، مامفرد اند سانز است. مارکوس همچنین نوازنده گیتار، درامز و ماندولین می‌باشد. او در فیلم سینمایی درون لوین دیویس ساخته برادران کوئن همکاری داشته، فیلمی که همسر کنونی او، کری مولیگان نیز در آن شرکت کرده است.